# Gradišče, Videm
Gradišče este o localitate din comuna Videm, Slovenia, cu o populație de 45 de locuitori.